# 全国カードサービス
全国カードサービス（All Japan Card Service、略称・ACS）とは、全国地方銀行協会（地銀協）加盟64行のオンライン提携ネットワーク。地銀CD全国ネットサービスとも呼ばれる。

## 歴史
日本では、昭和40年代半ばから、都市銀行を中心に待ち時間短縮による顧客サービスの向上や窓口事務の省力化等を狙い、キャッシュカード1枚で普通預金の払出しができる現金自動支払機（CD）の導入が始まった。当初のCDはオフライン型であったものの、1971年8月に預金ファイルと直結したオンライン型のCDの登場を機に、給与振込の普及と相俟って各金融機関において、CDの導入はより積極化した。また1973年3月にはCDの店舗外設置も認められたため、各金融機関におけるCDの導入はさらに進んだ。そうした実態を背景に地銀協は同年6月、会員行の参加を得て「キャッシュディスペンサー研究会」を開催。地方銀行でのCD導入促進の一助とした。
預金者においてCDや現金自動預け払い機（ATM）の認知度が向上すると、他の金融機関のCD・ATMを利用することの要望が高まった。
そうしたことから、金融機関相互間においてもCD・ATMのオンライン提携が検討され、共同利用化するための前提として、まず、キャッシュカード仕様の統一化が俎上に載り、都銀と一部地銀およびメーカーとの間で検討が進められた。その結果、1972年夏にはキャッシュカードの統一仕様がまとまったほか、キャッシュカードのハード面での規格も統一された。

### 日本キャッシュサービスの設立
キャッシュカードの仕様の統一化を受け、個別銀行間においてオンライン提携が打ち出されるが、店舗行政との関係や金融機関の系列化との関係から慎重論が強く、それ以上の進展を見なかった。その一方で、顧客利便性向上の観点から、銀行店舗外にCDを設置して共同利用する構想が打ち出された。この構想は都銀13行、地銀11行、相互銀行12行の36行を株主とする日本キャッシュサービス（NCS）の設立によって実現を見ることになった（1976年2月に18行が新たに参加）。NCSは日本における初のCDの共同利用ネットワークとして、1975年11月7日から首都圏、近畿圏および中京圏のデパート、ターミナル駅等のパブリック・スペースに202台のCDを設置してサービスを開始。その後、年毎に設置するCD・ATMを増やしてサービスの充実に努めた。
当初このNCSに参加している銀行は、店舗設置に関する大蔵省の事務連絡通達によって、NCSの営業区域内のパブリック・スペースにはCD・ATMを設置出来ない取り扱いとなっていた。だが、その後の店舗行政の自由化や弾力化の流れを受け、1995年6月2日付の平成7年度の金融機関店舗通達において、競争促進を図る観点から規制が削除され、これらの場所に都銀、地銀、第二地銀協加盟行もCD・ATMを設置できるようになった。こうしたことから、NCSは1996年6月の株主総会で解散を決議。CDオンライン提携のパイオニアとしての使命を終えた。

### 全国カードサービスの開始
大蔵省は1977年6月、「オンライン処理による普通預金の代受け・代払い業務提携について」の事務連絡通達を発し、地銀、相銀、信用金庫の同種または異種金融機関相互について、取引対象者を個人に限定してオンライン提携を認めた。これを受け、同年8月に十六銀行と岐阜相互銀行、同年12月に幸福相互銀行と京都相互銀行、翌年10月には九州地区相銀8行のCDオンライン提携が実施された。また、1978年6月16日付の銀行局長通達および事務連絡「オンライン処理による金融機関相互の業務提携について」で、オンライン提携をそれまでの事前届出制から承認制に改めた。また、その対象金融機関を局長通達では、銀行、相互銀行、信用金庫とした。だが、事務連絡では都銀、長期信用銀行、信託銀行については、金融秩序維持の観点から漸進的にオンライン提携を進めていくが適当とされ、オンライン提携から除外されることになった。
こうした規制緩和に沿って、先述のNCS加盟相銀20行の提携による相銀CDネットサービスシステムが、1978年11月から開始されると、地銀界でも全地銀を網羅したオンライン提携の動きが生まれた。加えて、この提携を検討の最中、1984年3月から郵便貯金の全国ネットワークが開始されることが決定したため、地銀も対抗上、オンライン提携を早急に開始せねばならないとの機運が高まり、1979年5月の地銀協の理事会・例会において、「地方銀行相互間のオンラインによる業務提携に関する基本事項」が了承され、1980年10月13日から全国カードサービス（ACS）は稼働を開始した。なお、ACSの共同システムは日本電信電話公社が構築にあたった。

### 全国キャッシュサービスの稼働
郵政省は郵便貯金の全国オンラインシステムネットワークを構築し、 1984年3月からサービスを開始するが、全国の郵便局に設置された2万台のCD・ATMから現金を引き出せる体制が生まれたことは、民間金融機関にとっては看過し得ない問題となった。このため、各業態間で郵貯ネットワークに対抗できるネットワークについて、検討・協議が重ねられ、最初の業態間提携としてACSと都銀キャッシュサービス（BANCS)の提携が決定した。この決定を受け、1989年11月1日にCDネットワーク中継管理機構が設立され、翌年2月5日から地銀と都銀の業態間のオンライン提携である全国キャッシュサービス（MICS）が稼動した。この地銀と都銀の提携を機に、MICSを介した業態間のオンライン提携が進められ、オンライン提携の民間大合同が実現した。
MICSの事務局の運営は東京銀行協会（現：全国銀行協会）が受託した。

## サービス内容
ACSは地銀64行のATM34,531台（2017年3月末現在）のオンライン提携ネットワークとして、平日は8～21時、土休日は9～17時に稼動し、正月三が日と5月3～5日は稼働を休止している。また、地銀の法人カードも個人カードと同様、ACSによって全地銀ATMでの出金が可能である。このほか、SMBC信託銀行（旧シティバンク銀行、前シティバンク・エヌ・エイ）もACSと提携しているため、相互利用が可能であった（SMBC信託銀行移行後の、三井住友銀行勘定系システムへのリプレース後は、三井住友銀行のATMに転換あるいは撤去となったため、ACSへの片乗り入れ状態となった）。
地銀が1984年から発行していたバンクカードもこのACSを利用してキャッシングサービスを提供していた。しかし、バンクカード事業が徐々に衰退し、2008年までに共同事業が終了した。このためキャッシングサービスの利用は制限された。

### 注
1. ↑  段階的に1981年11月までに相互銀行協会加盟全71行がオンライン化。 その後名称は、相銀キャッシュサービス、相銀の普銀転換に伴い、第二地銀協CD全国ネットキャッシュサービス、第二地銀協キャッシュサービス（SCS）と順次改める[4][5]。